# Nouilles (film)
Pour les articles homonymes, voir Nouille (homonymie).
 (juillet 2025).
Pour plus de détails, voir Fiche technique et Distribution.
Nouilles est un court métrage écrit et réalisé par Marilyne Canto, diffusé en 1987.

## Synopsis
Une journée d'une famille particulière d'immigrés italiens, ne pouvant se passer ni de nouilles ni de mère...

## Fiche technique
- Titre : Nouilles
- Réalisateur : Marilyne Canto
- Scénariste : Marilyne Canto
- Photographie : Costa Kékémenis
- Musique : Jean-Sébastien Bach
- Son : Guillaume Sciama
- Montage : Yann Dedet
- Durée : 6 minutes

## Distribution
- Philippe Fretun
- Marilyne Canto
- Christine Murillo
- Benoît Régent
- Yves Afonso